# Kroksund
Kroksund est une agglomération de la municipalité de Hole, dans le comté de Buskerud, en Norvège.

## Description
Kroksund est situé juste à l'ouest de Sundvollen. La route européenne 16 passe au-dessus du Steinsfjorden par le pont de Kroksund qui traverse les îles de Sundøya et Slettøya.

## Zones protégées
Les zones humides autour de Kroksund font partie du système de zones humides de Nordre Tyrifjorden, qui est un site Ramsar, et est une zone importante pour les oiseaux migrateurs et les canards hivernants. Cependant, les zones humides directement adjacentes à Kroksundet n'ont pas le statut Ramsar.

## Galerie

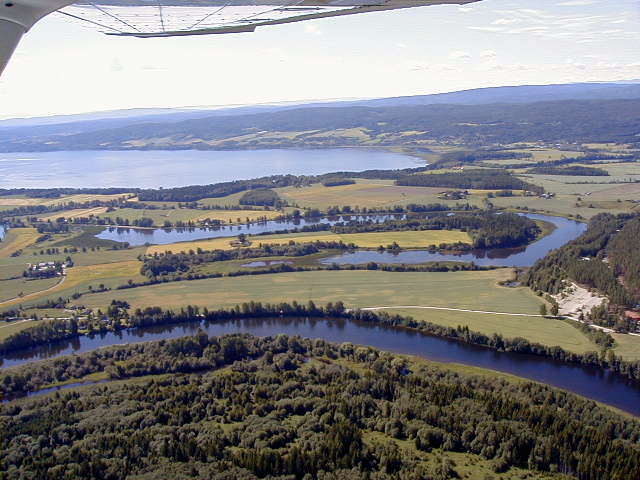
Zones humides
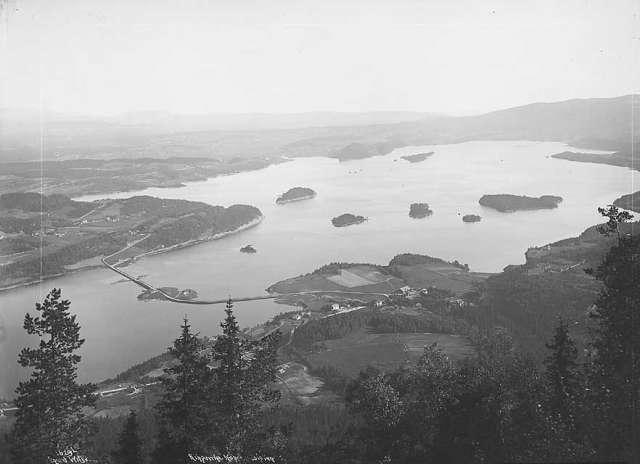
Le Steinsfjorden